# Hajji Bektash Veli
Ḥājjī Baktāsh Veli (farsi e in arabo  حاجی بکتاش ولی‎?; Nishapur, 1209 circa – 1271 circa) è stato un mistico e filosofo turco o, secondo qualche fonte minoritaria, arabo o persiano.
Ḥājjī Baktāsh Veli (turco Hacı Bektaş Veli) è stato un mistico e filosofo musulmano di Persia, vissuto all'incirca tra il 1209 e il 1271 in Anatolia. Il nome con cui è indicato può essere tradotto "Il Pellegrino santo Bektash". È l'eponimo della confraternite islamiche sufi della Bektashiyya ed è considerato uno dei principali Maestri dell'Alevismo. È anche un personaggio di spicco della storia e della cultura dell'Impero ottomano e della moderna Turchia.

## Origini
Secondo il Walāyatnāma (traducibile come Le sante imprese di Hajji Bektash Veli) di Uzun Ferdowsī (il principale lavoro biografico su Hajji Bektash) egli nacque a Nishapur, ora città della provincia iraniana del Khorasan, nel NE dell'Iran e sarebbe stato figlio di Sayyid Muhammad b. Mūsā, e pronipote dell'Imam Mūsā al-Kāẓim, il 7º Imam degli Imamiti. Non manca chi ne indica addirittura un'origine persiana, affermando che il suo nome originario fosse Ibrahim Sani e che fosse figlio di Sayyid Ibrahim, un sultano del Khorasán e di Khatem Khatun, di Nishapur.
In base agli studi di Hamid Algar e di A. Gölpinarli, è assai probabile che egli avesse partecipato alla grande migrazione verso ovest che era stata provocata dall'invasione mongola del Khorasan, e che le sue origini fossero iraniche, al pari del famoso mistico Jalal al-Din Rumi, la cui famiglia pure fuggì in quel periodo stesso verso occidente da Balkh (oggi Mazar-e Sherif, in Khorasan, a causa delle devastazioni e delle ruberie degli invasori turchi e mongoli nomadi. Sebbene la sua origine non appaia rilevante all'autore del Walāyatnāma, J. Spencer Trimingham afferma però che Hajji Bektash Veli era turco, mentre lo storico turco Faruk Sümer afferma che Hajji Bektash era un turkmeno khorasanico Chepni.
Si afferma in alcune leggende bektashi che Hajji Bektash fosse un seguace e rappresentante (khalifa) di Khwaja Ahmad Yasavi, un mistico sufi turco dell'Asia Centrale che ebbe enorme influenza sui nomadi turchi delle steppe, specialmente perché predicava nella sua lingua materna, che era il turco. Tuttavia ciò è stato messo in discussione da alcuni studiosi in età moderna, con la motivazione che Ahmad Yasavi era vissuto all'incirca un secolo prima Hajji Bektash. Inoltre non vi sono prove dell'influenza di Yasavi sull'insegnamento originario di Hajji Bektash.
Moderne ricerche lo collegano a un altro importante movimento religioso del tempo: quello della Qalandariyya e a Bābā Rasūl Ilyās Khorāsānī (m. 1240), un mistico influente della Persia orientale che fu torturato a morte a causa delle sue convinzioni anti-ortodosse sull'Islam. Gli insegnamenti originali bektashi per molti versi assomigliano agli insegnamenti impartiti dai qalandari khorasanici e a quelli di Bābā Rasūl Ilyās.

## Diffusione dell'Ordine bektashi
La Bektashiyya si diffuse dall'Anatolia nel periodo ottomano, inizialmente nei Balcani, in cui i capi (conosciuti col termine dede o baba) contribuirono a convertire all'Islam numerose persone. L'Ordine sufi della Bektashiyya divenne la confraternita ufficiale del corpo militare d'élite dei Giannizzeri dopo la loro istituzione. L'Ordine bektashi rimase assai popolare tra gli Albanesi musulmani e le tekke bektashi possono essere rintracciate anche nella Macedonia, nel Kosovo e in Albania ancor oggi. Durante il periodo ottomano, le tekke bektashi sorsero anche in Egitto e in Iraq, ma l'Ordine non prese mai realmente piede in questi Paesi.
L'Ordine bektashi fu molto popolare nei segmenti rurali della società anatolica e nei Balcani meridionali (come pure negli ambienti militari ottomani), in contrasto con la Mevleviyye che, in genere, attraeva gli artigiani, oppure con la Naqshbandiyya o la Khalwatiyya, che attirava teologi e funzionari del Governo ottomano. Fu nel periodo ottomano che molti Alevi in Turchia si unirono alla venerazione di Hajji Bektash: un fatto questo che potrebbe aver contribuito a polarizzare le tensioni tra l'Alevismo e la corrente principale del Sunnismo nell'Impero della Sublime porta.

## Il XIX secolo e oltre
Quando il corpo dei Giannizzeri fu violentemente soppresso nel 1826 dal Sultano ottomano Mahmud II, i Bektashi subirono la medesima sorte. I baba delle tekke e i loro dervisci furono messi inflessibilmente al bando dai villaggi e dalle città sunnite e le loro tekke furono chiuse o affidate a Ordini sufi sunniti (per lo più Naqshbandi, come ad esempio la Goztepe Tekke a Istanbul che fu assegnata ai Naqshbandi in questo periodo).
Malgrado l'Ordine della Bektashiyya recuperasse molte delle sue perdute tekke durante il periodo delle Tanzimat, fu però messa al bando nel 1925, con le altre confraternite sufi, da parte del nuovo regime repubblicano laico di Atatürk e tutte le tekke Bektashi furono chiuse una volta. Per conseguenza il quartier generale dell'Ordine fu trasferito a Tirana, in Albania.
La maggiore delle tekke Bektashi si trova nella città di Hacıbektaş (Hajibektash), nell'Anatolia centrale. È attualmente aperta come museo e quanto sopravvive è visitato da sunniti e da Alevi. Grandi celebrazioni sono svolte ogni 14 e 15 di agosto. Anche le tekke di Göztepe e di Shahkulu a Istanbul sono ora usate come punti d'incontro dagli Alevi.

Museo di Haji Bektash
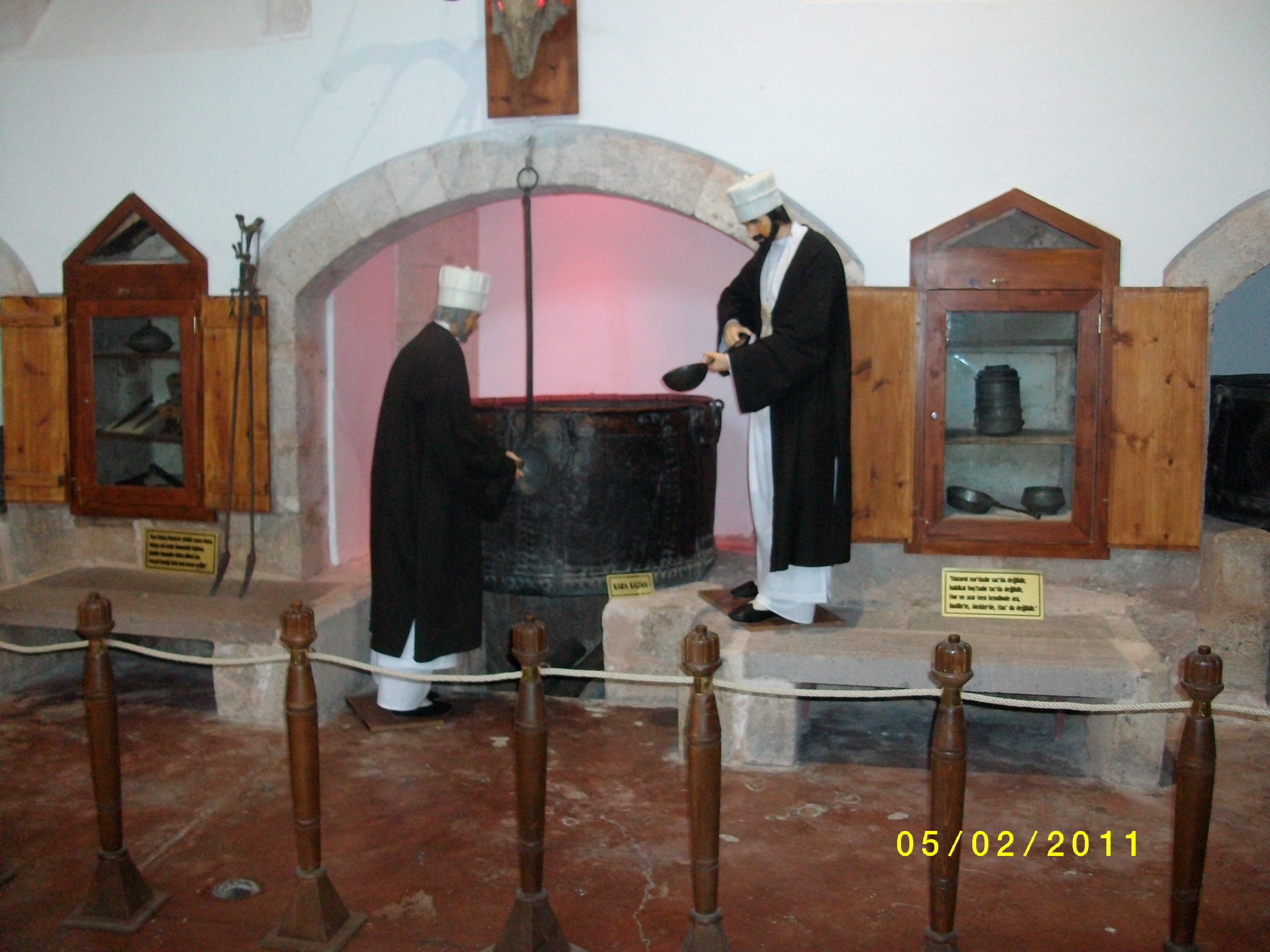
Cucina (Matbakh)
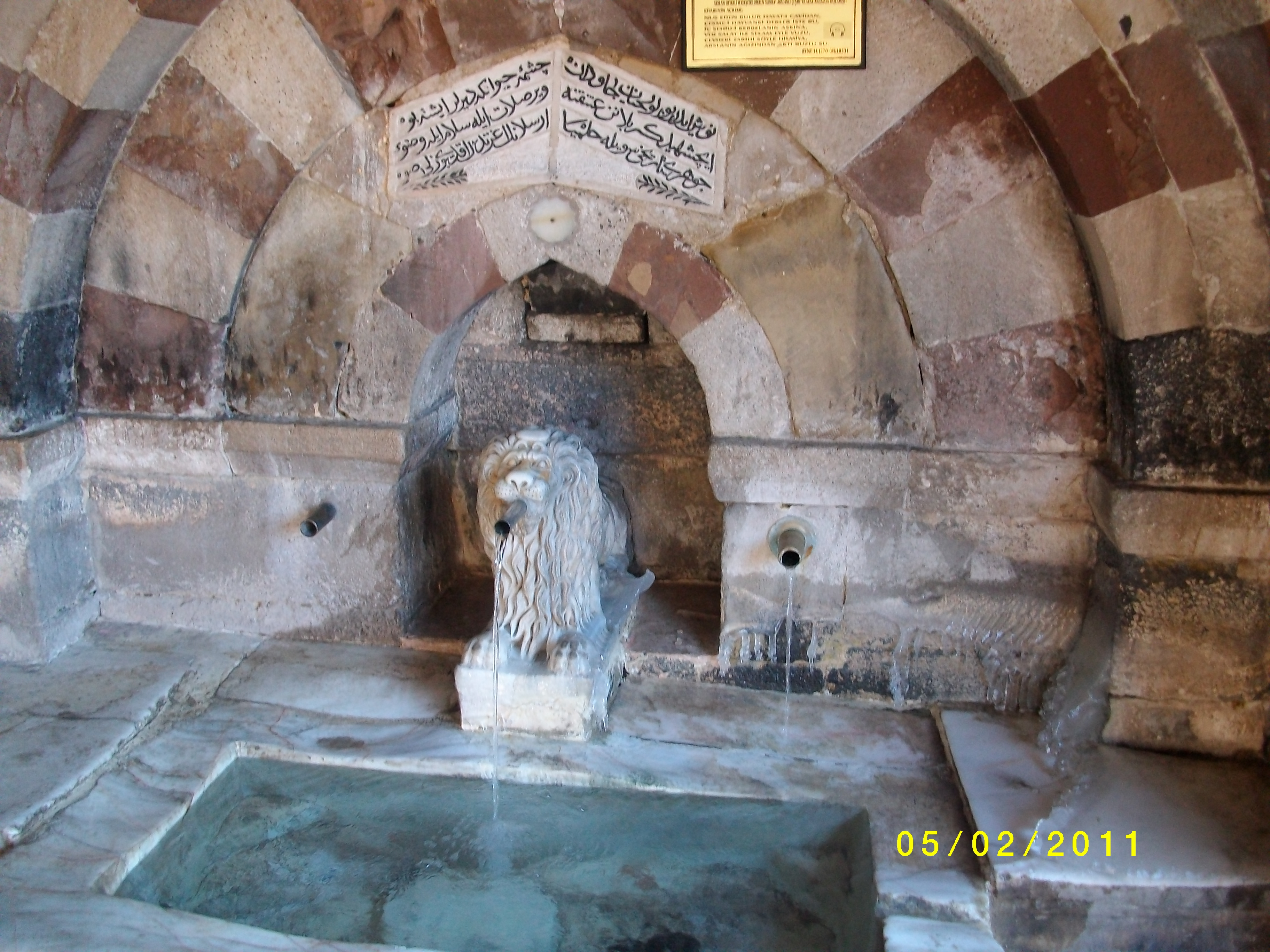
Acqua santa
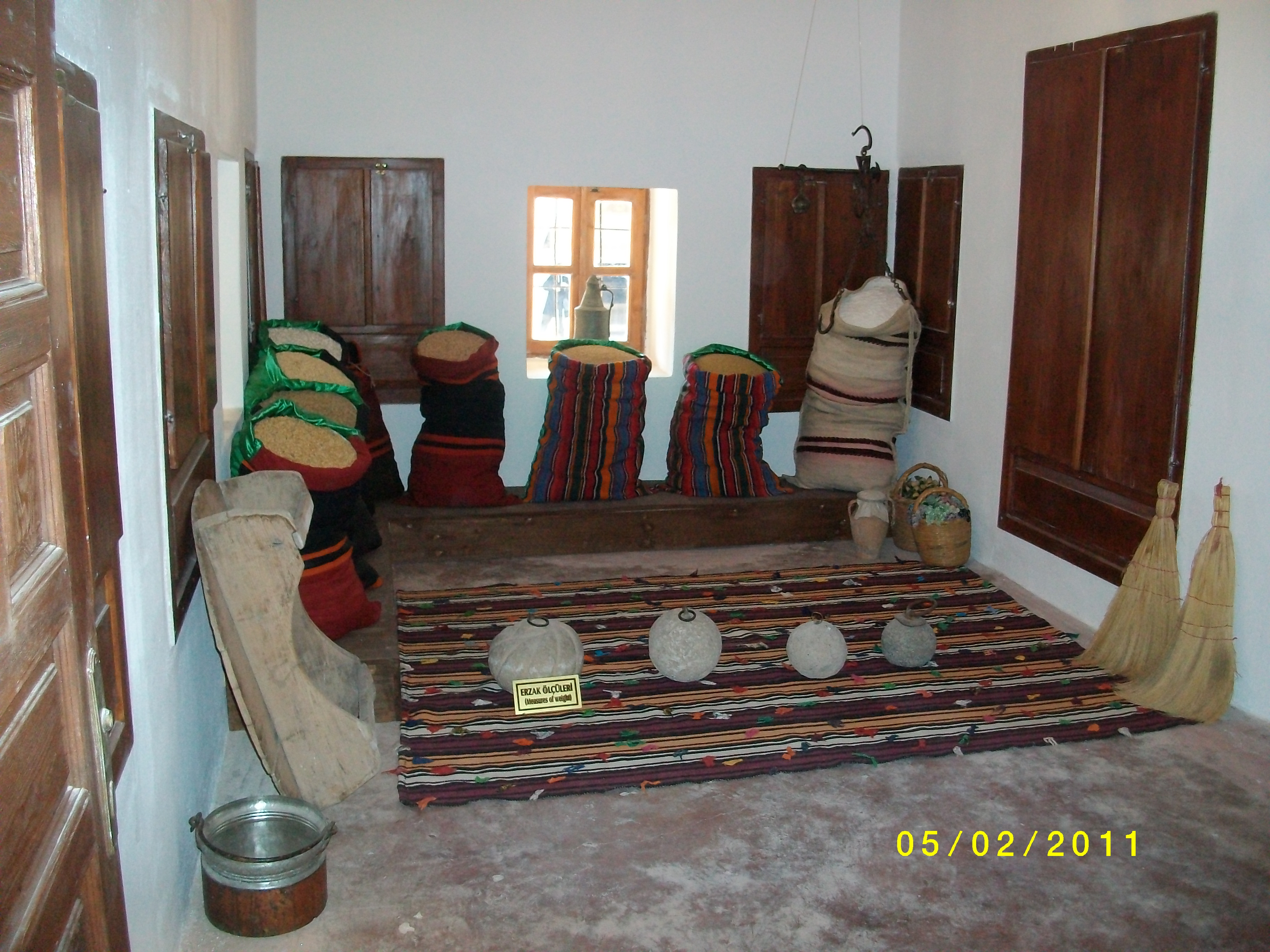
Bottega